# Линсбург
Линсбург (њем. Linsburg) општина је у њемачкој савезној држави Доња Саксонија. Једно је од 36 општинских средишта округа Нинбург (Везер). Према процјени из 2010. у општини је живјело 964 становника. Посједује регионалну шифру (AGS) 3256020.

## Географски и демографски подаци
Линсбург се налази у савезној држави Доња Саксонија у округу Нинбург (Везер). Општина се налази на надморској висини од 47 метара. Површина општине износи 23,5 km². У самом мјесту је, према процјени из 2010. године, живјело 964 становника. Просјечна густина становништва износи 41 становника/km².